# Campus Crusade for Christ International
Cru (bis 2011 Campus Crusade for Christ) ist eine konfessionell unabhängige, überkonfessionelle Missions- und Schulungsbewegung evangelikaler Prägung und assoziiertes Mitglied der Weltweiten Evangelischen Allianz. Sie ist in Deutschland unter dem Namen Campus für Christus Deutschland, in der Schweiz als Campus für Christus Schweiz und in Österreich als Campus für Christus Österreich bekannt. Sie wurde 1951 von Bill Bright an der University of California, Los Angeles als Missionswerk unter Studenten gegründet. Heute arbeitet Cru jedoch mit den unterschiedlichsten Menschen: Unter anderem Sportler, Musiker, Familien und ist außerdem in der Entwicklungshilfe tätig. In über 190 Ländern sind etwa 225.000 Mitarbeiter für Cru aktiv. Trotz seiner evangelikalen Prägung ist Cru konfessionell unabhängig und arbeitet überkonfessionell mit allen Kirchen zusammen.

## Geschichte
1951 begann der Amerikaner Bill Bright damit, an Universitäten den christlichen Glauben evangelikaler Prägung zu verbreiten. Sein Fokus lag auf der Arbeit unter Studenten, da er in ihnen die Schlüsselpersonen für die Gesellschaft von morgen sah. Das Motto von Bright lautete: „Erreiche heute den Campus für Christus – erreiche morgen die Welt für Christus“. 1952 veröffentlichte er ein Traktat, in dem er „Vier geistliche Gesetze“ formulierte. Er und seine Mitarbeiter arbeiteten zu Beginn vor allem an Universitäten. Bekannt geworden ist etwa der Berkeley Blitz, eine sehr systematische Evangelisation an der Universität von Berkeley 1967. Diese Universität war bekannt für ihre stark kommunistische Prägung. Hier kam es auch immer wieder zu Studentenunruhen. Sehr gezielt konfrontierten etwa 600 Mitarbeiter von Campus die 27.000 Studenten mit dem Glauben an Jesus Christus.
Crus erfolgreichstes Projekt war der Jesus-Film. Bereits 1950 war die Idee entstanden, einen Film über das Leben Jesu zu drehen. 1978 wurde das Projekt dann realisiert und kam ein Jahr später in die amerikanischen Kinos, wo er zunächst floppte. Der Erfolg dieses Films liegt jedoch in seiner Verbreitung. 2007 wurde er in seine tausendste Sprache übersetzt. Schätzungen gingen damals davon aus, dass der Film bis dahin 5–6 Milliarden Mal gesehen worden war.
Die seit 1972 durchgeführten EXPLO-Konferenzen sollen Christen in ihrem Glauben gestärkt werden. Gleichzeitig sollen sie ermutigt werden, ihren Glauben an andere weiterzugeben. Ein Höhepunkt war die EXPLO 1974 in Seoul. Sie sprengte größenmäßig alles, was damals in der evangelikalen Szene für möglich gehalten wurde: 330.000 vor allem koreanische Christen trafen sich zum bis dahin größten Evangelisationskongress. Joon Gon Kim, der Leiter von Campus Crusade for Christ in Südkorea, organisiert in Zusammenarbeit mit 12.000 Gemeinden den inspirierenden Anlass.
Im August 2001 übergab Bill Bright die Führung von Cru an seinen langjährigen Vizepräsidenten Steve Douglass. 2011 wurde der Name von Campus Crusade for Christ in den USA in Cru umbenannt.

## Arbeitsbereiche
Zu den bekanntesten Arbeitsbereichen von Campus für Christus im deutschsprachigen Raum gehören (Auswahl):

### THE FOUR
THE FOUR ist ein Projekt von Campus für Christus Schweiz, eine Weiterentwicklung der „Vier Geistlichen Gesetze“ von Bill Bright, dem Gründer von Campus für Christus, aus dem Jahr 1952. Besonders bekannt ist THE FOUR durch die Armbänder, die millionenfach auf der ganzen Welt getragen werden. THE FOUR bietet Trainings und Camps an verschiedenen Orten auf der ganzen Welt an, bei denen Menschen mit dem Evangelium erreicht werden und Gläubige im vermitteln der besten Botschaft der Welt trainiert werden.

### Agape international
Agape international führt in 15 Ländern in Lateinamerika, Afrika und Asien über 50 Partnerschaftsprojekte in den Bereichen Entwicklungszusammenarbeit, Mikrokredite, Know-how-Vermittlung durch. Ziel ist eine ganzheitliche Vermittlung des christlichen Glaubens.

### Alphalive
Ein Glaubensgrundkurs, der die Grundlage des christlichen Glaubens erklären soll. Zum Konzept gehören mehrere Abende mit gemeinsamem Essen und anschließenden Referaten und Diskussionen.

### Athletes in Action (AiA)
Arbeitet mit Sportlern zusammen und versucht, den Glauben und christliche Werte für Sportler zugänglich zu machen. Mitarbeiter von AiA waren schon mehrfach als Betreuer bei Olympischen Spielen und Weltmeisterschaften dabei.

### Campus Connect
Die Studentenarbeit (in der Schweiz „Campus live“) ist das Kerngeschäft von Campus für Christus. Eines der Angebote ist das Seminar „Erfolgreich studieren“. Außerdem werden kleine Gruppen von Christen gefördert, die sich in ihrem Studienalltag treffen, in der Bibel lesen, beten und über ihren Glauben diskutieren wollen.

### Crescendo
Crescendo ist vor allem unter Musikern der Klassischen Musik und in der Jazz-Szene aktiv. Ihr Grundsatz lautet: network, serve, believe. Musiker sollen vernetzt werden. Gleichzeitig will man ihnen in vielerlei Hinsicht dienen, etwa durch die Organisation von Konzerten. Das Ganze basiert auf dem Glauben an Gott.

### FamiliyLife
Hier werden Kurs zu allen möglichen Themen rund um das Thema Ehe, Familie und Sexualität gegeben.

### Gottkennen.de
Auf dieser Homepage erzählen Menschen in kurzen Videos von ihrem Glauben an Gott, mit all seinen Sonnen- und Schattenseiten. Das typische Set ist ein schwarzer Raum, in dem ein beleuchteter, weißer Sessel steht. Auf diesen Sessel setzen sich jeweils eine Person und beginnt aus ihrem Leben zu erzählen. Meist beginnt die Geschichte mit einer Krise und dann folgt, wie sie mit der Hilfe Gottes gemeistert wurde.

### Shine
Shine ist ein Akronym und steht für:
S – SHARE FAITH („teile den Glauben“)
H – HUG PEOPLE („umarme Menschen“)
I – INSPIRE YOURSELF („inspiriere dich“, im Sinn von „lebe inspiriert“)
N – ’NJOY FELLOWSHIP („freu dich an der Nachfolge“, im Sinn von „folge dem Beispiel von Jesus“)
E – EQUIP OTHERS („rüste andere aus“, im Sinn von „hilf anderen in ihrem Glauben weiter“). Der Fokus liegt in diesem Arbeitsbereich auf Teenagern und Jugendlichen. Organisiert werden Jugendgruppen, Konzerte und Charityaktionen.